# Reiseausweis für Flüchtlinge

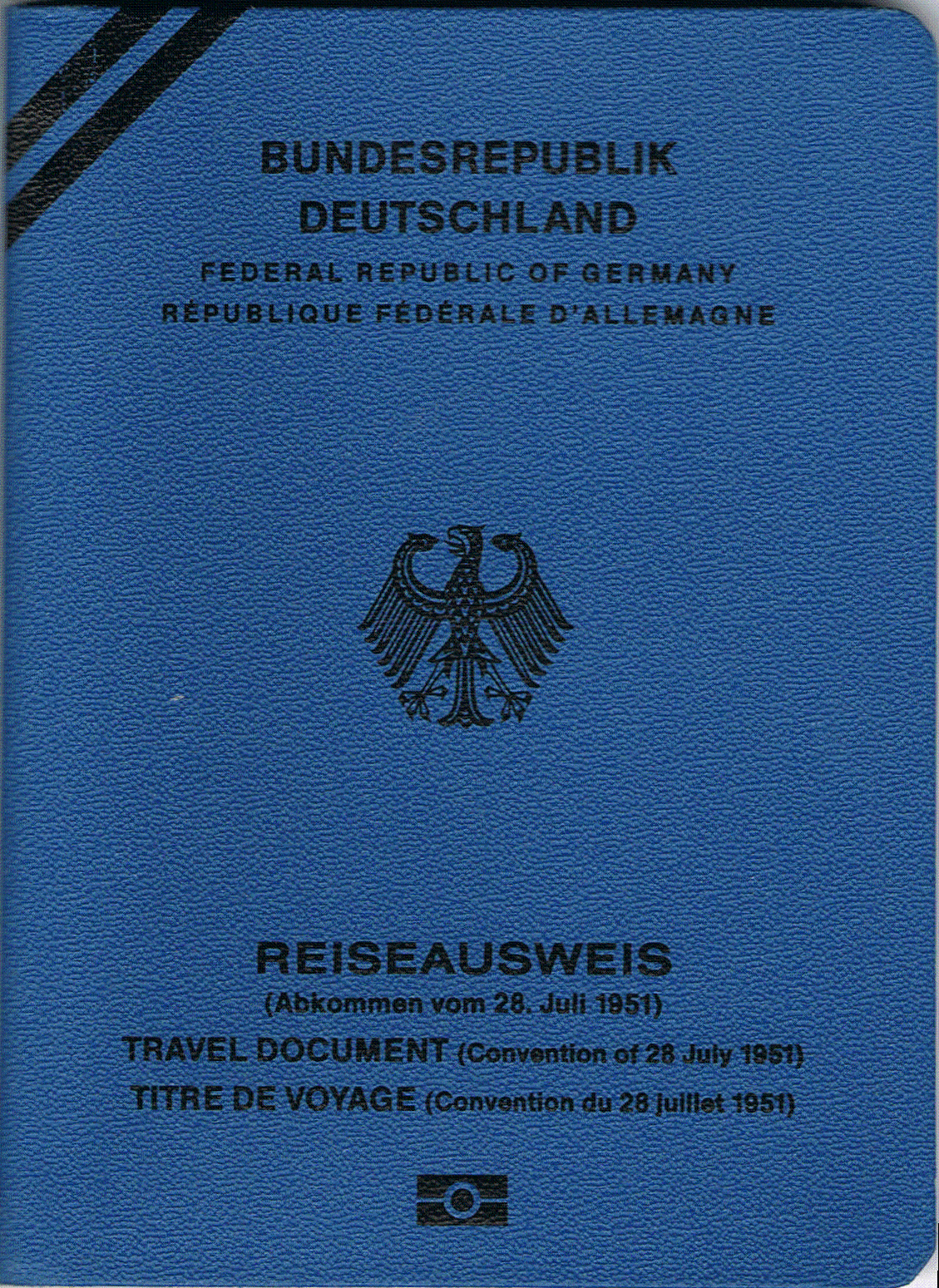
Deutscher Konventionspass

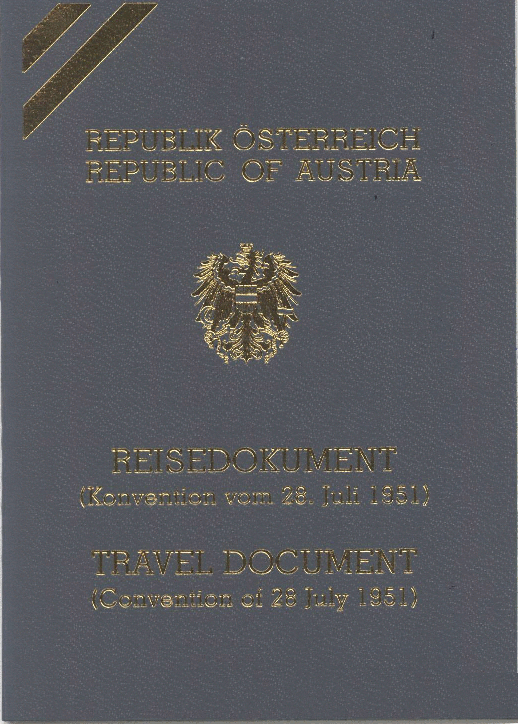
Österreichischer Konventionspass

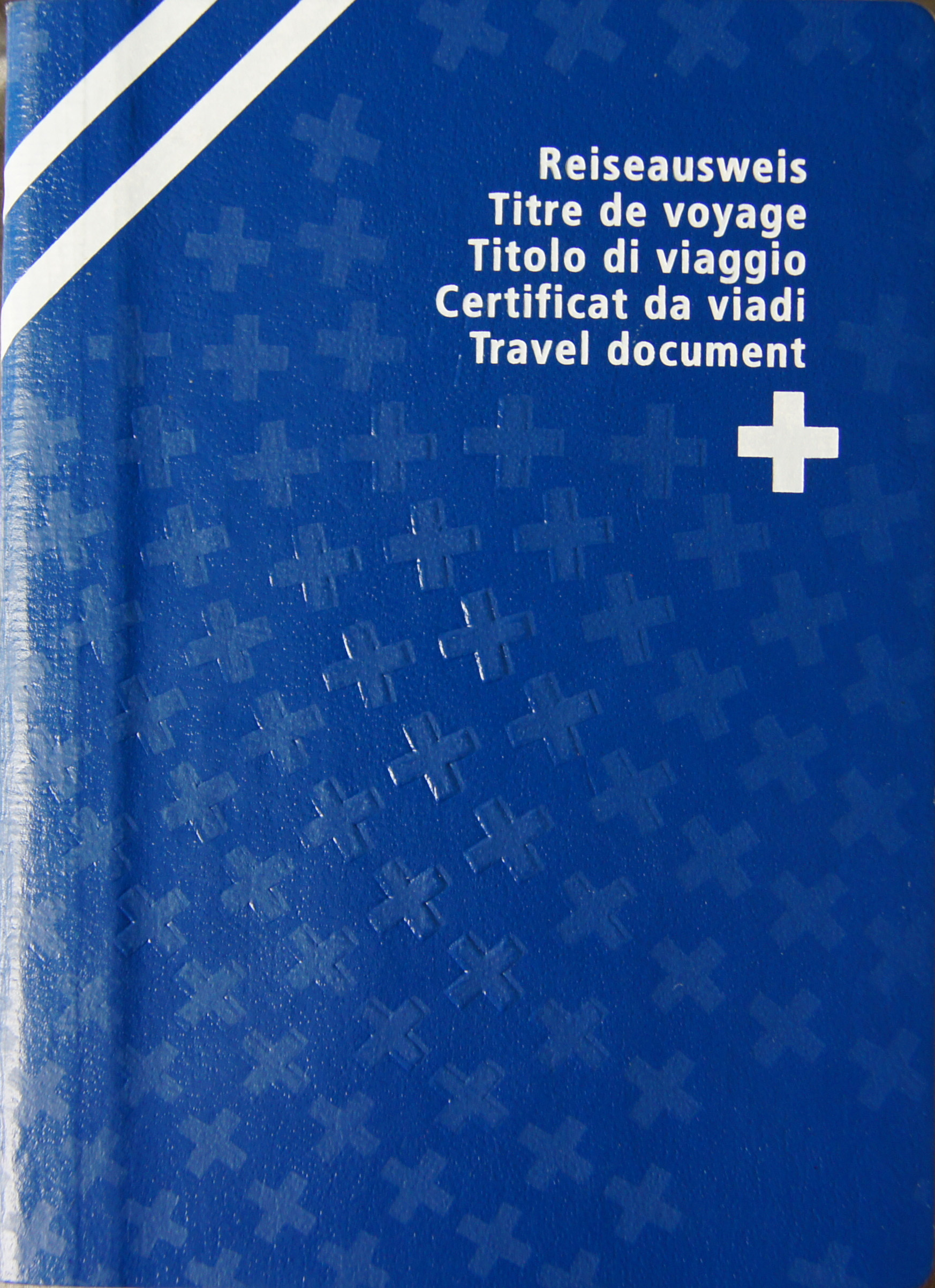
Schweizer Reiseausweis für Flüchtlinge

Der Reiseausweis für Flüchtlinge (umgangssprachlich: Konventionspass) ist ein Passersatz, der an einen Flüchtling im Sinne der Genfer Flüchtlingskonvention (GFK) ausgestellt wird. Rechtsgrundlage ist Artikel 28 der GFK. Ausstellungsgrund ist, dass dem Flüchtling vor Verfolgungsmaßnahmen im Herkunftsstaat Schutz gewährt wird und es ihm daher unzumutbar ist, sich dem Schutz dieses Staates zu unterstellen, indem er sich von diesem Staat einen regulären Reisepass ausstellen lässt.

## Ausstellungsmodalitäten und Verwendung
Die Ausstellungsmodalitäten für Reiseausweise für Flüchtlinge sind im Anhang zur GFK näher geregelt. Danach gilt unter anderem:
- Der Reiseausweis ist in mindestens zwei Sprachen und jedenfalls in Englisch oder Französisch abzufassen.
- In ihm können Kinder mit aufgeführt werden.
- Die Gebühren für die Ausstellung dürfen nicht höher sein als für reguläre Reisepässe, die der Ausstellerstaat an eigene Staatsangehörige ausgibt.
- Außer in besonderen Fällen soll der Reiseausweis weltweit gültig sein.
- Er wird für ein bis drei Jahre ausgestellt.
- Die Neuausstellung und Verlängerung erfolgt durch den Ausstellerstaat des bisherigen Ausweises. Wenn sich aber der Inhaber in einem anderen Staat niedergelassen hat und dort erlaubt lebt, geht die Zuständigkeit auf den neuen Aufnahmestaat über. Dieser zieht den alten Reiseausweis für Flüchtlinge ein und sendet ihn entweder an den Ausstellerstaat zurück oder vernichtet ihn.
- Hierzu ermächtigte Auslandsvertretungen eines Ausstellerstaates können die Reiseausweise für ein halbes Jahr verlängern.
- Die Vertragsstaaten der GFK müssen die Reiseausweise für Flüchtlinge anderer Vertragsstaaten grundsätzlich anerkennen.
- Im Reiseausweis für Flüchtlinge können Visa angebracht werden.
- Wenn ein Visum eines Zielstaates vorliegt, sollen Durchreiseländer Transitvisa ausstellen, wenn kein Versagungsgrund vorliegt.
- Für die Visa dürfen keine Gebühren verlangt werden, die die Mindestgebührensätze für Visa, die an Ausländer ausgestellt werden, überschreiten.
- Jeder Ausstellerstaat muss während der Geltungsdauer des Reiseausweises für Flüchtlinge den Inhaber wieder zurücknehmen; Visa und andere Formalitäten dürfen aber verlangt werden.
- Der Reiseausweis für Flüchtlinge vermittelt keinen diplomatischen und konsularischen Schutz.

## Weitere völkerrechtliche Bestimmungen; Schengen-Recht
Das Europäische Übereinkommen über die Aufhebung des Sichtvermerkszwangs für Flüchtlinge vom 20. April 1959, ein Europarats-Abkommen, sieht die Visumfreiheit der anerkannten Flüchtlinge vor, die mit Reiseausweisen der Vertragsparteien reisen.
Vertragsparteien sind derzeit: Belgien, Dänemark, Deutschland, Finnland, Frankreich, Irland, Island, Italien, Liechtenstein, Luxemburg, Malta, Niederlande, Norwegen, Österreich, Polen, Portugal, Rumänien, Schweden, Schweiz, Slowakei, Spanien, Tschechische Republik und das Vereinigte Königreich. Frankreich und das Vereinigte Königreich haben das Übereinkommen zwar ratifiziert, aber zwischenzeitlich entsprechend einer Klausel, die dies zulässt, erklärt, es bis auf Weiteres nicht mehr anwenden zu wollen.
Visumfreie Einreise mit dem Reiseausweis für Flüchtlinge ist nach Frankreich möglich, in das Vereinigte Königreich allerdings nicht.
Zwischen der Schweiz und der Bundesrepublik Deutschland wurde ein Abkommen mit ähnlicher Zielsetzung geschlossen (Abkommen zwischen der Regierung der Bundesrepublik Deutschland und dem Schweizerischen Bundesrat über die Abschaffung des Sichtvermerkszwangs für Flüchtlinge vom 4. Mai 1961; BGBl. 1962 II S. 2330, 2331).
Seit dem 19. Juli 2022 ist die visumfreie Einreise nach Irland ausgesetzt.
Das Abkommen von 1959 hat für den Schengen-Raum (nur Irland und das Vereinigte Königreich gehören unter den Vertragsstaaten nicht dazu) heute keine praktische Bedeutung mehr für diejenigen Flüchtlinge, die von einem Schengen-Staat als Flüchtling anerkannt worden sind. Solche Flüchtlinge haben neben dem Reiseausweis für Flüchtlinge auch einen Aufenthaltstitel für diesen Schengen-Staat erhalten. Damit kann sich der anerkannte Flüchtling bis zu 90 Tagen in einem Zeitraum von 180 Tagen in jedem anderen Schengen-Staat aufhalten (Art. 21 Schengener Durchführungsübereinkommen – SDÜ). Eines zusätzlichen Visums bedürfte es, wenn es das Abkommen nicht gäbe, dann auch nicht.

## Deutsches Recht
- Ausländische Reiseausweise für Flüchtlinge, die nach der Genfer Flüchtlingskonvention (also von Vertragsstaaten) ausgestellt worden sind, sind in Deutschland ohne weiteres als Passersatz zugelassen (§ 3 Abs. 1 Nr. 1, Abs. 3 Nr. 1, § 1 Abs. 3 der Aufenthaltsverordnung [AufenthV]).
- Inhaber ausländischer Reiseausweise für Ausländer sind für die Einreise und den Kurzaufenthalt vom Erfordernis eines Visums bzw. Aufenthaltstitels befreit, wenn der Ausweis von einem EU- oder einem EWR-Staat, der Schweiz oder einem Staat ausgestellt ist, dessen Staatsangehörige für Kurzaufenthalte visumfrei einreisen können, wenn der Reiseausweis eine Rückkehrberechtigung enthält, die noch vier Monate ab dem Tag der Einreise gültig ist, und keine Erwerbstätigkeit im aufenthaltsrechtlichen Sinne ausgeübt werden soll (§ 18 Satz 1 AufenthV). Die Viermonatsfrist gilt nicht für die Staaten, in denen das Europäische Übereinkommen über die Aufhebung des Sichtvermerkszwangs für Flüchtlinge vom 20. April 1959 Anwendung findet (§ 18 Satz 2 AufenthV i. V. m. der Anlage A Nr. 3 AufenthV).
- Deutsche Reiseausweise für Flüchtlinge sind Passersatzpapiere (§ 4 Abs. 1 Nr. 3 AufenthV). Sie werden in der Regel entzogen, wenn die Ausstellungsvoraussetzungen nicht mehr vorliegen (§ 4 Abs. 7 AufenthV).
- Die Muster der deutschen Reiseausweise für Flüchtlinge sind in der Anlage D7a zur Aufenthaltsverordnung bzw. als vorläufiges Dokument in der Anlage D7b festgelegt (§ 58 Nr. 7 AufenthV).
- Für die Ausstellung werden nach § 48 Abs. 1 Nr. 1 c, d und g AufenthV Gebühren in Höhe von 70 Euro, bei unter 24-Jährigen von 38 Euro, bei unter 12-Jährigen von 14 Euro erhoben. Verlängerungen der Ausweise sind nicht mehr möglich; nach Ablauf der Gültigkeit muss ein neuer Ausweis ausgestellt werden. Für vorläufige Reiseausweise werden 26 Euro erhoben (§ 48 Abs. 1 Nr. 1 f AufenthV); bei diesen Ausweisen ist eine Verlängerung möglich, für die eine Gebühr in Höhe von 20 Euro anfällt (§ 48 Abs. 1 Nr. 2 AufenthV).